# Yannick Blanc
Yannick Blanc, né le 25 février 1955 à Paris, est un haut fonctionnaire français.

## Biographie
Yannick Blanc, titulaire d'une maîtrise de philosophie et d'un DEA de sciences économiques, intègre l’École normale supérieure de Saint-Cloud en 1979. Il travaille durant dix ans en tant que chercheur pour le ministère de l’Environnement puis entre en 1990 à l'École nationale d'administration (Promotion Condorcet).
À partir de 1996, il travaille au ministère de l'intérieur. Il fait partie des personnes ayant conçu la mise en place d'une police de proximité.
En 2005, Yannick Blanc devient directeur de la police générale à la Préfecture de police de Paris puis il est préfet de Vaucluse en 2012 et préfet du Val-d'Oise en 2015.
En 2010, il devient l'un des 15 membres du Comité Label IDEAS, organe de délivrance du Label IDEAS dont il prend la présidence en 2022[réf. souhaitée].
Le 14 avril 2016, il est nommé conseiller du Gouvernement, haut-commissaire adjoint à l'engagement civique avant de succéder à François Chérèque à la présidence de l'Agence du service civique en juin 2016. Il a vu mettre fin à ses fonctions de Président de l'Agence du Service Civique à la suite du conseil des Ministres du 27 mars 2019.
Il est également membre du conseil d'administration de la Fondation Royaumont. Il est président de La Fonda de 2012 à 2018.
Actuellement vice-président de La Fonda[réf. souhaitée], il est aussi président de Futuribles depuis 2019[réf. souhaitée].

## Contributions à la vie associative
Sous son impulsion, en 2017, l'Agence du service civique a accueilli 123 000 volontaires, plaçant la France comme premier pays d'Europe dans ce domaine.
Sous l'angle de la prospective, Yannick Blanc étudie l'évolution des associations : « Il y a des irréversibles mais il n’y a pas de fatalité climatique ». À ce titre, il cherche à théoriser les scénarios possibles de la transition d’un monde en accélération permanente. L’objectif de cette démarche est d'anticiper la transformations de la société de demain. En lien avec la Fonda, il expérimente une nouvelle démarche d'évaluation adaptée aux associations, basée sur la création de valeur.

## Publications
- Après le Léviathan : l'État dans la grande transition, La Fonda, 2016  (ISBN 978-2375730003)
- L'innovation, un risque pour l'association ?, in JurisAssociations no 547, Innovation sociale : l'ADN associatif, 2016
- Une nouvelle grammaire de l’intérêt général, in Futuribles no 418, 2017
- Civique parce que volontaire, in JurisAssociations no 555, 2017
- Les irréversibles, La Fonda, 2018
- La transition institutionnelle, in Christian Afriat et Jacques Theys (dir.), La Grande Transition de l'humanité : De Sapiens à Deus, Vertiges, 2018  (ISBN 978-2364051775)
- Comprendre le cycle de la création de valeur sociale, Tribune Fonda no 240, Mesure d'impact social et création de valeur, 2018  (ISSN 1155-3626)
- Il n’y a plus d’après. Montée de l’incertitude et vigilance prospective, Futuribles no 437, juin 2020
- IDEAS, une expérience probante pour refonder la reconnaissance d’utilité publique, Tribune, dossier spécial JurisAssociations no 616, 2020
- Crise démocratique, vitalité associative : trois scénarios, Tribune Fonda no 251 - Ce que nous devons aux associations, Septembre 2021
- La résilience démocratique s’appuiera sur les associations, par Nils Pedersen et Yannick Blanc, JurisAssociations 2022

## Distinctions
- Chevalier de la Légion d'honneur
- Chevalier de l'ordre national du Mérite